# Attaque au couteau à Turku
Le 18 août 2017 à 16 heures (UTC+3) sur la place du marché de Turku, dans le sud de la Finlande, un individu a poignardé dix personnes faisant deux morts et huit blessés.
Il s'agit, pour la police d'un acte à caractère terroriste, islamique, le plus grave dans le pays depuis la Seconde Guerre mondiale.

## Déroulement

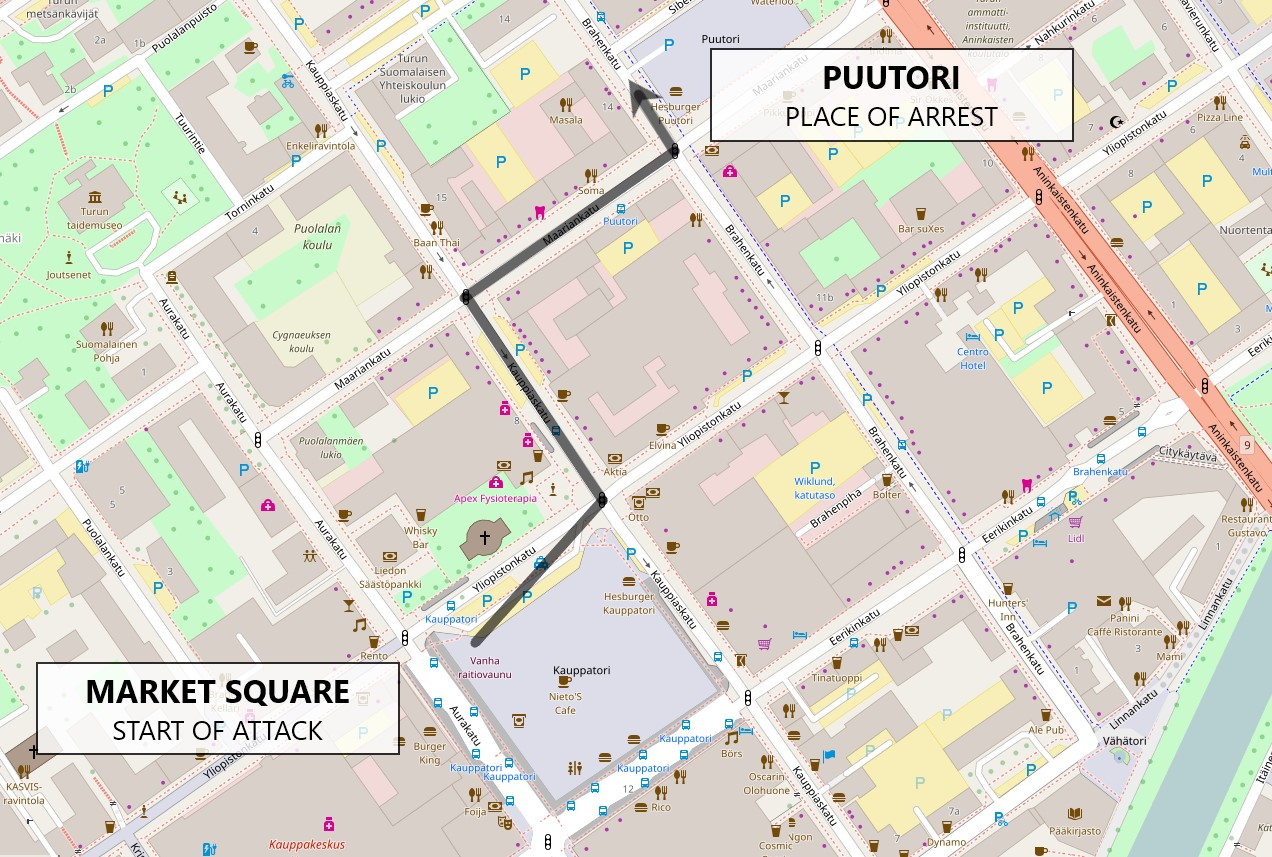
Le cheminement de l'auteur.

Aux alentours de 16 h (UTC+3), sur la place du marché de Turku, un individu poignarde une femme qui mourra de ses blessures et un homme venu aider la femme. L'auteur continue et poignarde une femme qui poussait un enfant de six mois dans une poussette ainsi qu'un passant venu au secours de la jeune femme.
L'auteur s'échappe de la place du marché et dans la rue Kauppiaskatu, il poignarde une passante.
Il prend alors la rue Maariankatu et y poignarde deux passantes.
Dans la rue Brahenkatu, l'individu croise un couple et un enfant dans une poussette sans les attaquer, mais il poignarde trois femmes.
Après cela, la police arrive sur les lieux et immobilise l'homme en lui tirant dans la cuisse,,.
L'auteur a utilisé deux poignards lors de ses attaques.
La police finlandaise indique dans un communiqué avoir été alertée à 16 h 2, à 16 h 5, à Puutori, la police ordonne au suspect de s'immobiliser, celui-ci n'obéissant pas, les policiers lui tirent dans les cuisses,,.

## Victimes
Les victimes sont principalement des femmes (deux mortes et six blessées), les deux hommes qui ont été blessés tentaient de s'interposer,,.
La plus jeune des victimes a 15 ans et la plus âgée 67 ans.
Les deux personnes mortes sont des femmes,,,,,.
Toutes les victimes ont été hospitalisées.
Après deux opérations chirurgicales, la dernière victime est sortie de l'hôpital le 6 septembre 2017
| Nationalités    | Blessés       | Morts |
| --------------- | ------------- | ----- |
| Finlande        | 5             | 2     |
| Grande-Bretagne | 1             |       |
| Italie          | 1,            |       |
| Suède           | 1             |       |
| Maroc           | 1 (agresseur) |       |

## Enquête
La police finlandaise confirme que l'auteur est un demandeur d'asile marocain de 18 ans arrivé en Finlande en 2016 et dont la demande d'asile a été rejetée en novembre 2016.
Depuis son arrivée en 2016, l'auteur a affirmé se nommer Abderrahman Mechkah, mais le 28 août la police a annoncé qu'il s'appelle Abderrahman Bouanane né le 25 octobre 1994.
Les cibles de l'attaque préméditée étaient les femmes.
La police arrête par la suite trois autres Marocains,.
Deux sont libérés le 29 août, les soupçons à leur égard étant levés,.
Le 1er septembre, la police libère un troisième suspect et il ne reste que Bouanane en prison.

## Motivations
Avant son acte, Bouanane a écrit un manifeste en arabe se référant au Coran et lu son texte dans une vidéo filmée à proximité de la cathédrale de Turku,.
Il adhérait aux thèses de l'organisation État islamique.
Aucune revendication n'a été émise, notamment par l'organisation État islamique dans le contexte des attentats de Catalogne.
Selon la police, aucune organisation n'a revendiqué l'attentat car son auteur est en vie,,,.
D'après le bureau national d'investigation finlandais, le terroriste était un loup solitaire prêt à mourir lors de l'attaque et se considérait comme un soldat de l'État islamique et désirait que celui-ci revendique l'attaque. Sa radicalisation a eu lieu dans les trois mois précédant l'attaque et il a fait cette attaque à la suite des actions de la coalition occidentale à la bataille de Raqqa en Syrie.

## L'auteur

### Au Maroc et en Europe
Selon des sources de Yleisradio, Bouanane, quand il était dans le centre d'accueil, a raconté avoir tué une personne au Maroc et qu'il a parcouru l'Europe avant d'arriver en Finlande et qu'il a, entre autres vendu de la cocaïne en Italie.
Selon le Ministère allemand de l'intérieur et la Deutsche Welle, Bouanane est arrivé en Finlande par l'Allemagne.
Il y a été enregistré bien qu'il n'ait pas demandé l'asile durant son séjour en Allemagne.
Le Deutsche Welle écrit que Bouanane est arrivé en Allemagne fin 2015.
On lui a alors fait des prélèvements d'ADN et des mesures biométriques pour s’assurer de son identité,.
On l'a aussi pris en photographie.
Selon le Ministère allemand de l'intérieur, il résidait illégalement en Allemagne.
Il est alors libéré et on lui demande de s'inscrire au registre des étrangers dans les jours suivants, ce qu'il n'a jamais fait,.
Il n'a donc pas demandé l'asile en Allemagne conformément à l'accord de Dublin même si l'Allemagne est son premier pays en Europe venu du Maroc.
Le porte-parole de la police de Hambourg, Ulf Wundrack dit qu'à l'époque il arrivait toutes sortes de réfugiés à la gare de Hambourg qui continuaient ensuite leur chemin vers la Scandinavie.
Selon l'agence de presse DPA citant des sources officielles des services de renseignement Bouanane a utilisé plusieurs identités en Allemagne.
En Allemagne il a été à Hambourg et en Basse-Saxe,.
Bouanane continue alors son voyage par la Rhénanie-du-Nord-Westphalie où il habite de janvier à avril 2016,.
Il utilise des noms différents à Hambourg et en Rhénanie-du-Nord-Westphalie.
Dans ce Land Bouanane est accusé de coups et blessures dans la ville de Neuss.
Deux semaines plus tard il est accusé de coups et blessures dans la ville de Kerpen à proximité de Cologne.

### En Finlande
Des sources de Yleisradio indiquent que Bouanane a menti en disant avoir 17 ans à son arrivée en Finlande, il a ainsi obtenu le droit de vivre six mois dans une unité pour mineurs demandeurs d'asile.
Quand il a eu 18 ans selon ses dires en novembre 2016, il est transféré dans l'unité des majeurs.
Bouanane n'est pas dans la liste des 350 personnes suspectées d'avoir des connexions terroristes de la suojelupoliisi.
Dans le sud-ouest de la Finlande il y a, en août 2017, une centaine de jeunes hommes en demande d'asile qui font l'objet d'enquêtes de la Suojelupoliisi ou du Bureau national d'enquête.
Selon Yleisradio, une personne d'origine étrangère aurait cependant donné des informations à la police au début 2017, selon lesquelles l'homme insultait les Finlandais, semblait radicalisé et intéressé par les idées extrémistes,.
Il demandait aussi comment il pouvait rejoindre l'organisation l'État Islamique, se montrait menaçant et consommait de la drogue.
Bouanane disait que l'on devrait tuer les chrétiens et considérait que les chiites sont des mécréants.
Il allait à la piscine et à des cours de finnois. Il utilisait des suppléments protéinés et fréquentait une salle de gymnastique.
Selon ces sources, il est grand et en bonne forme.
Ceux qui connaissent Bouanane ne le pensent pas déséquilibré ni dépressif, mais intelligent, bien qu'ayant un comportement clairement inhabituel.
L'année scolaire 2016–2017, il commence à suivre des cours d'enseignement primaire à destination des migrants dans une école primaire de Turku.
Il n'a cependant pas continué et n'a obtenu aucun certificat,.
Le 18 août, à l'heure de la prière, Bouanane se rend dans une mosquée de la rue Yliopistonkatu de Turku.
La prière commence vers 13.30 et se termine environ une heure plus tard vers 14:30 soit environ 1,5 heure avant son attaque.

## Conséquences
Lors de l'émission A-studio d'Yle 1 du 21 août 2017, le Ministre de l'Intérieur de Finlande Paula Risikko a indiqué que les reconduites de demandeurs d'asile seront renforcées à l'automne, y compris les expulsions.
Selon Paula Risikko, la liste des personnes à reconduire compte 1 400 individus.
Les services de sécurité finlandais ont annoncé après l'attaque que cette dernière n'avait pas de lien avec les événements de Barcelone et que le niveau d'alerte élevé demeurait inchangé.
Le 24 août, Kari Puolitaival, responsable de la police de la région sud-ouest de la Finlande affirme que les agressions envers les immigrants ont augmenté depuis le 18 août.
Une personne d'origine somalienne a été blessée à Espoo et une pizzeria appartenant à un immigrant a été vandalisée à Parainen.
L’auteur a été condamné en juin 2018 à la prison à perpétuité, pour deux meurtres à caractère terroriste et huit tentatives de meurtre à caractère terroriste 

## Réactions

### Nationale
Le premier ministre finlandais Juha Sipilä a réagi le jour même de l'attaque en adressant ses condoléances aux familles des victimes. Il insiste sur le fait que la Finlande n'est plus à prendre comme une exception mais que le pays peut tout autant être victime d'attaques terroristes :
« Nous avions craint cela. La veille à Barcelone et maintenant à Turku, nous ne sommes plus une île. »
La population s'est rassemblée les jours suivants sur les lieux de l'attaque afin de rendre hommage aux victimes.

### Internationale
- Union européenne : Jean-Claude Juncker a condamné l'attaque tout en apportant ses condoléances et son soutien aux familles des victimes[67].
- ONU : Le porte parole des Nations-Unies apporte son soutien aux familles des victimes et au gouvernement finlandais[68].

## Galerie

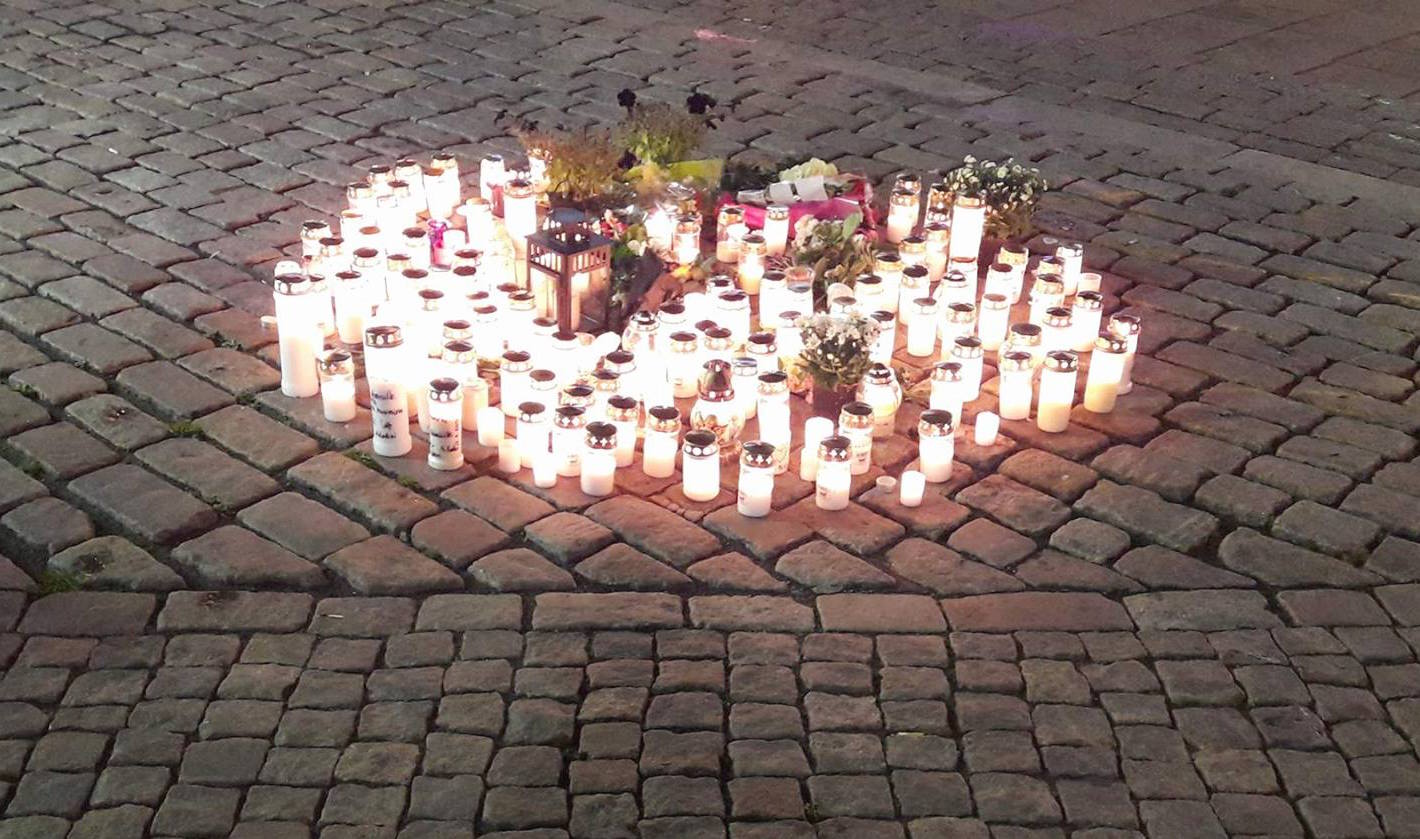
La place du marché de Turku, le 19 août 2017.
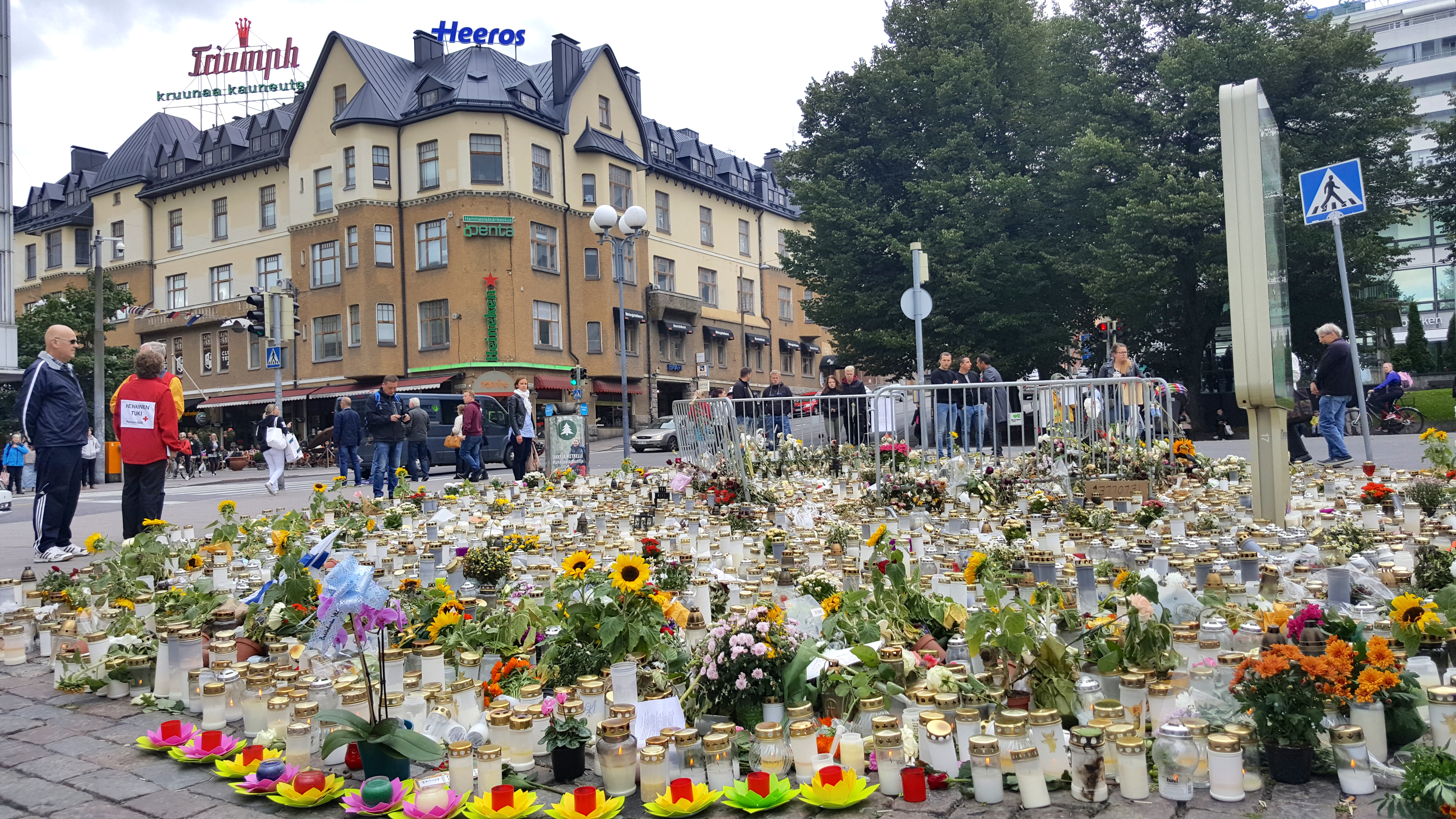
La place du marché de Turku, le 26 août 2017.